# 丙顯
丙顯（?—?），字翁孟，鲁国（治今山东省曲阜）人，西汉官员，丙吉之子，弟弟丙禹。
丙顯少为诸曹，后任卫尉。汉宣帝五凤三年（前55年），嗣父爵为博阳侯。甘露元年（前53年）高平侯魏弘、博阳侯丙显参加宗庙酎祭典礼时，骑马至司马门，被有关部门劾奏，论以不敬罪，判处夺爵一级，降为关内侯。甘露三年（前51年），转任太仆。丙显任太仆十余年，与属下官吏非法取利，获赃千余万钱。汉元帝竟宁元年（前33年），被司隶校尉昌案验得实，控告他犯有不道罪，请求予以逮捕。汉元帝认为丙显之父、已故丞相丙吉曾对汉宣帝有恩，不愿对他加以重惩，仅下令免除丙显的官职，削夺他的封邑四百户。后复任城门校尉。汉成帝鸿嘉元年（前20年），因念其父救护宣帝有功，封其子丙昌为博阳侯。
| 前任： 陈万年 | 西汉太仆 前51年—前50年 | 繼任： 金赏 |
| 前任： 金赏   | 西汉太仆 前43年—前33年 | 繼任： 譚   |